# Zacharowo (przystanek kolejowy w rejonie odincowskim)
Zacharowo (ros. Захарово) – przystanek kolejowy w miejscowości Zacharowo, w rejonie odincowskim, w obwodzie moskiewskim, w Rosji. Położony jest na linii Moskwa – Golicyno – Zwienigorod.